# Château de Chevrières (Saint-Benoît-sur-Loire)
Pour les articles homonymes, voir château de Chevrières.
Le château de Chevrières est un château français situé à Saint-Benoît-sur-Loire, dans le département du Loiret en région Centre-Val de Loire.

## Géographie
Le château est situé au 2 de la rue du docteur Ulysse Persillard, dans le centre de la commune de Saint-Benoît-sur-Loire, à environ 112 mètres d'altitude, à proximité de la route départementale 60, dans la région naturelle du Val de Loire.

## Histoire
L'ancien retable mauriste de l'abbaye de Fleury, érigé en 1661 par l'architecte Antoine Charpentier dans l'abside de la basilique, est  acheté par le propriétaire du château de Chevrières le 12 septembre 1861, pour aménager l'une de ses granges. Il est racheté et remonté devant le mur méridional du transept de la basilique, en 1923.
Au XXe siècle, le château des Chevrières est la propriété de la famille Madre, marchand de bois. Ces notables de la commune sont des amis intimes du poète, romancier et peintre Max Jacob qui est venu pendant 18 ans manger avec eux tous les vendredis au château.

## Description
Les encadrements des portes et des fenêtres sont ornés de sculptures.
Le château, privé, n'est pas ouvert à la visite.